# Napaskiak
Napaskiak és una població dels Estats Units a l'estat d'Alaska. Segons el cens del 2007 tenia 391 habitants.

## Demografia
Segons el cens del 2000, Napaskiak tenia 390 habitants, 82 habitatges, i 70 famílies La densitat de població era de 43,4 habitants/km².
Dels 82 habitatges en un 56,1% hi vivien nens de menys de 18 anys, en un 59,8% hi vivien parelles casades, en un 18,3% dones solteres, i en un 14,6% no eren unitats familiars. En el 13,4% dels habitatges hi vivien persones soles el 8,5% de les quals corresponia a persones de 65 anys o més que vivien soles. El nombre mitjà de persones vivint en cada habitatge era de 4,76 i el nombre mitjà de persones que vivien en cada família era de 5,24.
Per edats la població es repartia de la següent manera: un 43,6% tenia menys de 18 anys, un 10,3% entre 18 i 24, un 27,7% entre 25 i 44, un 11,8% de 45 a 60 i un 6,7% 65 anys o més.
L'edat mediana era de 22 anys. Per cada 100 dones hi havia 104,2 homes. Per cada 100 dones de 18 o més anys hi havia 96,4 homes.
La renda mediana per habitatge era de 31.806 $ i la renda mediana per família de 32.083 $. Els homes tenien una renda mediana de 25.469 $ mentre que les dones 25.000 $. La renda per capita de la població era de 8.162 $. Aproximadament el 16,9% de les famílies i el 20,2% de la població estaven per davall del llindar de pobresa.

## Poblacions properes
El següent diagrama mostra les poblacions més properes.